# АрселорМіттал Кривий Ріг
«АрселорМіттал Кривий Ріг» (до 1991 р.  — Криворізький металургійний завод ім. Леніна, до 2005 р. — «Криворіжсталь», у 2005–2007 рр. — «Міттал Стіл Кривий Ріг») — металургійний комбінат; публічне акціонерне товариство; найбільше підприємство гірничо-металургійного комплексу України (частка на ринку металопродукції — 20 %). Працює у складі міжнародної корпорації АрселорМіттал — найбільшого іноземного інвестора в Україні.
Комбінат знаходиться у місті Кривий Ріг, поблизу житломасива 
Червона.
Діяльність підприємства охоплює весь виробничий ланцюжок від видобутку залізної руди та виробництва коксу до виготовлення готової металопродукції. «АрселорМіттал Кривий Ріг» спеціалізується на виробництві довгомірного прокату, зокрема, арматури й катанки, сортового прокату, кутиків, смуги та заготовки. Виробничі потужності комбінату, що має повний виробничий цикл, розраховані на щорічний випуск понад 6 млн тонн сталі, більше 5 млн тонн прокату й понад 5,5 млн тонн чавуну.
«АрселорМіттал Кривий Ріг» є найбільшим експортером, 85 % готової продукції експортується.

## Історія
16 червня 1931 року голова ВСНХ СРСР Григорій Орджонікідзе підписує наказ про будівництво Криворізького металургійного заводу. Згідно з наказом завод необхідно було ввести в роботу вже до кінця 1932 року. Будівництво почалося в 1931 році на базі залізняку Криворізького залізорудного басейну (Кривбасу). Начальником будівництва і першим директором заводу був призначений колишній бойовий комісар, досвідчений керівник і особистий друг Орджонікідзе Яків Ілліч Весник. Після смерті Орджонікідзе розпочалася розправа над родичами та знайомими наркома. 10 листопада 1937 Яків Весник був заарештований і 17 листопада розстріляний; його дружина була відправлена на заслання до Казахстану, а діти — поміщені в дитячий будинок.

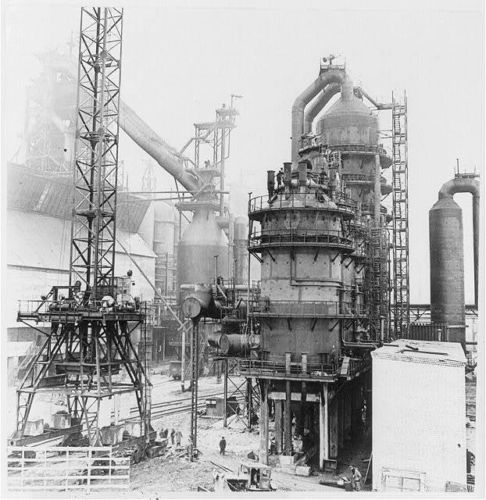
Будівництво доменної печі, 1960.

Насамперед необхідно було вибрати місце для майбутнього гіганта металургії. Розглядалися 4 варіанти: у районі сучасного Карачуновського водосховища, на Гданцівці (на базі вже існуючого чавуноливарного заводу), поруч із станцією Кривий Ріг (зараз Кривий Ріг—Західний) і, нарешті, недалеко від станції Червона. Вирішили зупинитися на останньому варіанті.
4 серпня 1934 року була запущена перша доменна піч. Цей день вважається днем народження заводу. Вже за чотири місяці домна дала рекордну кількість чавуну — 337 тонн замість запланованих 220-ти. Першій домні дали ім'я «Комсомолка».
До Другої світової війни було введено 3 доменних печі та бесемерівський цех у складі двох конвертерів. На початку війни частина обладнання заводу була евакуйована у Нижній Тагіл. Під час німецької окупації міста (15 серпня 1941 — 22 лютого 1944) завод був зруйнований. Після війни відновлений, реконструйований та розширений.
Підприємство нагороджене Орденом Леніна та Орденом Трудового Червоного Прапора. З 1956 року завод бурхливо розвивається — щорічно вводяться в експлуатацію нові потужності. 30 грудня 1974 року на підприємстві запущено в експлуатацію найпотужнішу на той час у світі доменну піч № 9 з корисним об'ємом 5 000 м. Разом з нею стала до роботи ТЕЦ № 3.

### Приватизація і реприватизація (2004—2006рр.)

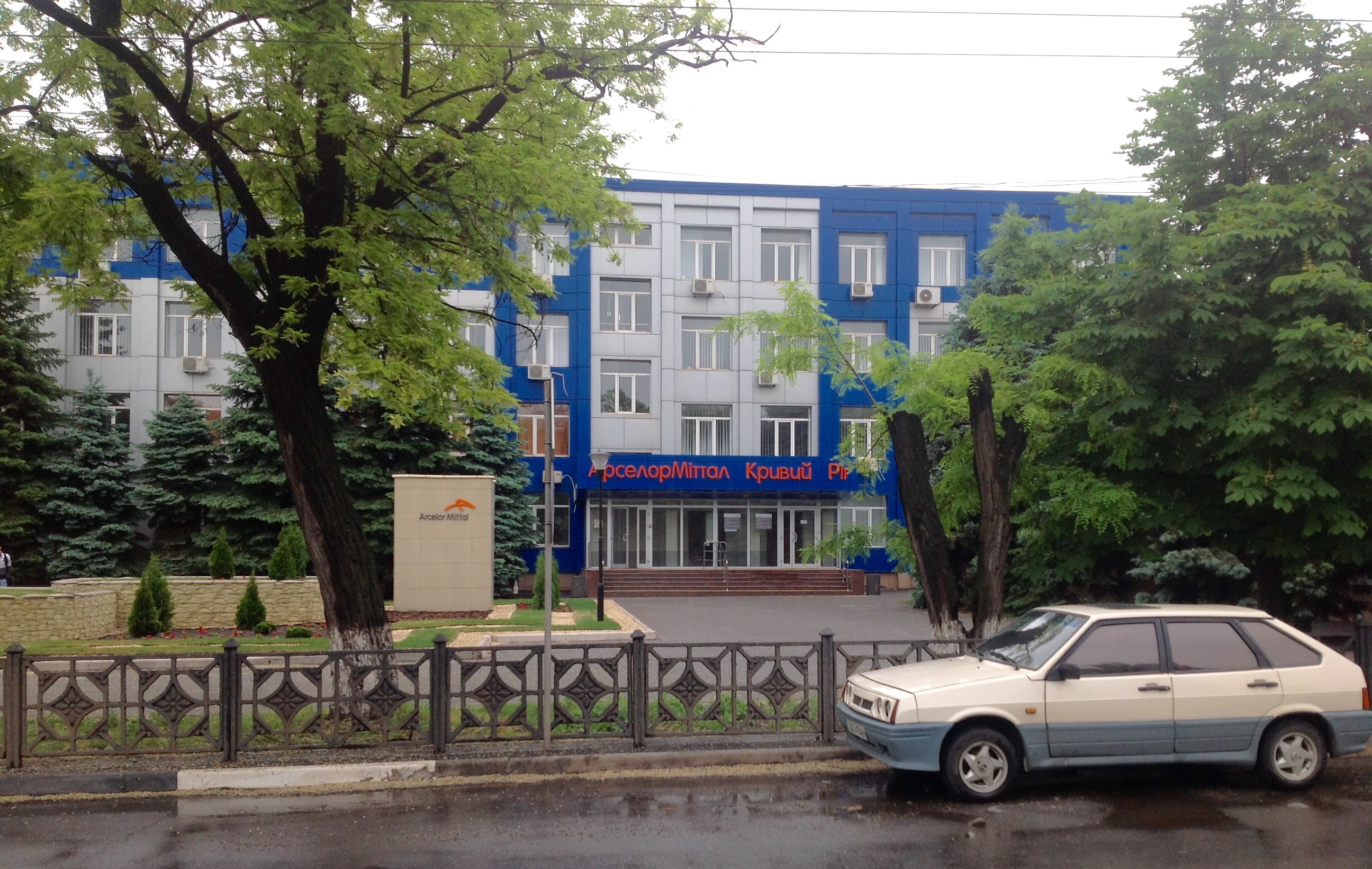
Університет АрселорМіттал

За оцінкою директора Міжнародного інституту приватизації, власності та інвестицій О. Рябченка, ринкова ціна підприємства становить 1,3 млрд доларів. Ще вищу ціну за підприємство називав у 2004 році В. Пинзеник — на його думку, «Криворіжсталь» коштувала 5-6 млрд доларів. Але Фонд держмайна України вирішив, що 4,26 млрд грн (близько 800 млн доларів) — це хороша ціна за підприємство.
Заявки на участь у приватизаційному конкурсі 2004 року подали 6 претендентів, деякі з яких пропонували значно вищу ціну. Але умови конкурсу були складені таким чином, що єдиним покупцем зміг стати лише промислово-фінансовий консорціум «Інвестиційно-металургійний союз» (ІМС; засновники — Рінат Ахметов і Віктор Пінчук).
14 червня 2004 р. ІМС було визнано переможцем конкурсу. Консорціум заплатив за 93,02%-ний пакет акцій 4 млрд 260 млн грн (при стартовій ціні 3 млрд 806 млн грн).
Практично одразу продаж «Криворіжсталі» було оскаржено в судах як проведений з порушенням законодавства, на неконкурентних засадах, за заниженою ціною. Але Господарський суд міста Києва 19 серпня 2004 року та Вищий господарський суд України 22 жовтня 2004 року визнали згадану оборудку законною.
Після зміни влади в країні, 7 лютого 2005 року Генеральна прокуратура України внесла касаційне подання у Верховний Суд України з вимогою скасувати згадані судові рішення, що Верховний Суд і зробив 1 березня 2005 року. 22 квітня 2005 року Господарський суд м. Києв визнав незаконним продаж 93,02%-ного пакету акцій «Криворіжсталі» та постановив повернути їх Фонду держмайна України (16 червня «ІНГ Банк Україна», що зберігає акції «Криворіжсталі», перевів їх з рахунку ІМС на рахунок ФДМ).

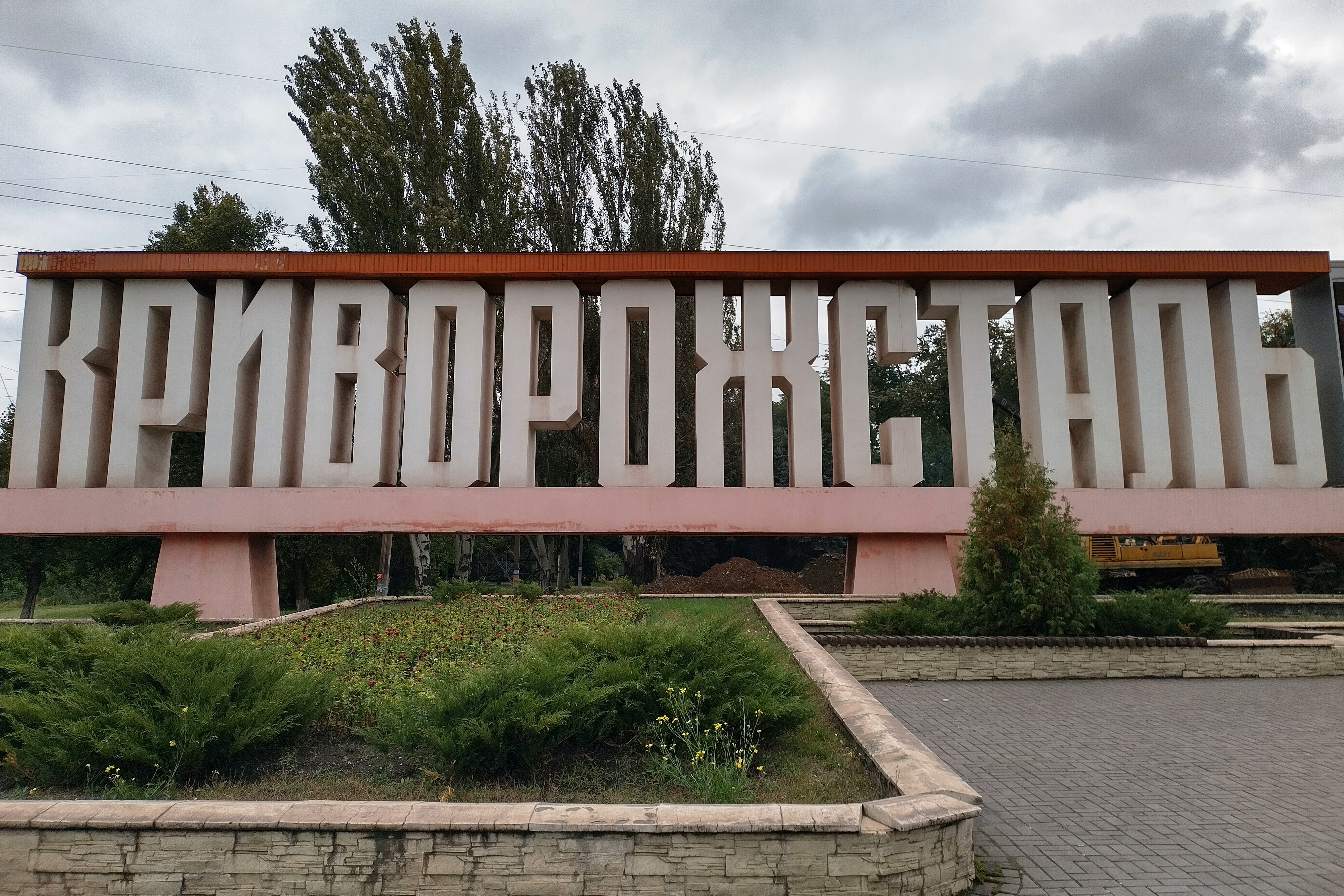
Стела «Криворіжсталь»

Уряд доручив Фонду держмайна терміново підготувати документи, необхідні для повторної приватизації «Криворіжсталі». ІМС запропонував уряду до закінчення судової тяганини укласти мирову угоду у справі приватизації комбінату. Президент В. Ющенко висловився за можливість мирової, але прем'єр Ю. Тимошенко заявила про «безглуздість» її укладення.
18 червня Кабінет Міністрів України ухвалив рішення про повторний продаж 93,02%-го пакету акцій «Криворіжсталі». Згідно з затвердженими урядом умовами приватизації, початкова ціна продажу пакету склала близько 10 млрд грн (близько 2 млрд доларів). Тобто стартова ціна у порівнянні з 2004 роком зросла майже у два з половиною рази.
Конкурсні гарантії за участь у конкурсі у розмірі 10 % від стартової ціни (1 млрд грн) внесли на рахунок ФДМУ лише три структури: Mittal Steel Germany GmbH, консорціум «Індустріальна група» та ТОВ «Смарт-груп».
18 жовтня у Верховній Раді було зроблено спробу зірвати продаж «Криворіжсталі».
Депутати несподівано проголосували за постанову № 8263-1 "Про збереження у власності держави пакету акцій ВАТ «Криворіжсталь», запропоновану членами фракції «Регіони України» В. Зубановим і Г. Самофаловим, а також ухвалили в першому читанні два законопроєкти — про введення мораторію на приватизацію пакета акцій, який належить державі в статутному фонді ВАТ «Криворіжсталь», запропонований Л. Кириченко («Регіони України») та І. Шаровим (фракція «Вперед, Україно!»), і про включення «Криворіжсталі» в перелік об'єктів права державної власності, що не підлягають приватизації (автор — Л. Кириченко, «Регіони України»).
За ці рішення голосували фракції «Регіонів України», комуністів, соціалістів, СДПУ(о) та Народної партії України. Проти — «Наша Україна», УНП, ПРП, НРУ, БЮТ, «Єдина Україна».
Проте 24 жовтня 2005 року приватизаційний конкурс відбувся. Його переможцем визнали компанію Mittal Steel Germany GmbH. Вона виявила готовність виплатити за 93%-й пакет акцій «Криворіжсталі» 24 млрд 200 млн грн (4,8 млрд доларів США), що у 2,4 раза перевищує стартову ціну і в 6 разів — суму, отриману за підприємство у 2004 році. Це стало прикладом найбільш прозорої приватизації в історії незалежної України.

### Інвестиційна програма
Комбінат успішно працював в період 2005—2008 років, до всесвітньої світової фінансової кризи у 2009 році. Але вже у 2010 році обсяги продукції були відновлені до докризового рівня, а компанія розпочинає масштабне оновлення своїх виробничих потужностей.

###### Ключові інвестиційні проєкти (2006—2022 роки)
- Реконструкція коксових батарей № 3 та № 4 (199 млн доларів);
- Капітальний ремонт I розряду доменної печі № 8 (127 млн доларів);
- Реконструкція кисневого блоку № 2 (45 млн доларів);
- Будівництво першої на підприємстві машини безперервного лиття заготовок і печі-ковша (112 млн доларів);
- Будівництво нової лінії упаковки прокату на дрібносортовому стані 250-2 (16 млн доларів);
- Капітальний ремонт I розряду доменної печі № 6 (117 млн доларів);
- Будівництво комплексу з приготування та вдування пиловугільного палива у доменну піч № 9 (60 млн доларів);
- Реконструкція коксових батарей № 5 та 6 із впровадженням природоохоронних заходів і автоматизованої системи екологічного моніторингу (157 млн доларів);
- Модернізація агломераційного цеху № 2 (понад 180 млн доларів);
- Будівництво двох нових машин безперервного лиття заготовок (понад 160 млн доларів);
- Реконструкція дрібносортового стану 250-4 (понад 60 млн доларів);
- Будівництво нових установок очищення газу за конвертерами № 4, 5, 6 із допалюванням СО і впровадженням автоматизованої системи екологічного моніторингу (65 млн доларів);
- З 2008 до 2015 року загалом близько 500 млн доларів було інвестовано для оновлення застарілих дробарок, придбання нового обладнання для рудозбагачувальних фабрик (загалом три секції), закупівлі нових кульових млинів, модернізації гірничої та кар'єрної техніки, відкриття нового горизонту на шахті (1 135 м), реконструкції хвостосховищ.
- Будівництво нової фабрики огрудкування (250 млн доларів)
- Реконструкція доменної печі № 9 (270 млн доларів)
- Реконструкція газоочисток конвертерного цеху (80 млн доларів)

За 17 років роботи в Україні загальні інвестиції компанії АрселорМіттал склали більше 10 млрд доларів (4,8 млрд доларів — сума придбання підприємства під час приватизації + понад 6 млрд доларів — інвестиції у розвиток виробництва).
З 18 лютого 2020 року Генеральним директором «АрселорМіттал Кривий Ріг» є Мауро Лонгобардо.

### Російсько-українська війна
На початку 5 грудня 2022 на територію заводу влучили російські ракети, вбили одного й поранили іще трьох співробітників компанії. На місце події була викликана пожежна і медична служба та представників департаменту охорони праці.
6 червня 2023 року пресслужба підприємства повідомила, що через підрив Каховської гідроелектростанції підприємство зупинить виплавку сталі та виробництво прокату аби зменшити споживання води яке використовує обладнання для охолодження.

## Судові справи
5 січня 2022 року кошти на рахунках "АрселорМіттал Кривий Ріг" були заблоковані Офісом Генерального прокурора України разом з Шевченківським судом м. Київ. Українські банки отримали вимогу виконати рішення суду від 30 листопада 2021 року щодо накладення арешту на рахунки підприємства.
20 січня 2022 року рахунки, на які раніше було накладено арешт у справі про ухилення від сплати податків, були розблоковані для сплати податків та виплати зарплат.

## Обсяги виробництва
2021 рік:
- видобуток залізної руди — 26,4 млн т;
- концентрат — 11 млн т;
- чавун — 5,3 млн т;
- сталь — 4,9 млн т;
- прокат — 4,6 млн т;

## Керівники
- Веснік Яків Ілліч — засновник і перший директор заводу у 1931—1937 рр.;
- Івановський Георгій Іванович — директор у 1937—1938 рр.;
- Богданов Георгій Антонович — директор у 1939—1940 рр.;
- Рязанов Федір Федорович — директор у 1940—1941 і 1947—1959 рр.;
- Буйний Георгій Іванович — директор у 1944—1946 рр.;
- Галатов Микола Семенович — директор з липня 1959 по 1968 рр.;
- Бородулін Анатолій Іванович — директор з 28 квітня 1968 по 1972 рр.;
- Гуров Микола Олексійович — директор у 1972—1981 рр.;
- Гладуш Віктор Дмитрович — директор у 1981—1986 рр.;
- Носов Костянтин Григорович — директор у 1986—1993 рр.;
- Тильга Степан Сергійович — директор у 1993—1996 рр.;
- Севернюк Володимир Васильович — директор у 1996—1998 рр.;
- Нечепоренко Володимир Андрійович — директор у 1998—1999 рр.;
- Дубина Олег Вікторович — директор у 1999—2001 рр.;
- Сокуренко Анатолій Валентинович — директор у 2001—2005 рр.;
- Нарендра Чодері — генеральний директор у 2005—2008 рр.;
- Жан Робер Жуе — генеральний директор у 2008—2010 рр.;
- Старков Ринат Анверович — генеральний директор у 2010 рр.;
- Поляков Артем — генеральний директор у 2012—2014 рр.;
- Калон Парамжит — генеральний директор у 2014—2019 рр.;
- Лонгобардо Мауро — генеральний директор з 2020 р.

## Відзнаки
2023 року АрселорМіттал Кривий Ріг зайняв 8 місце в рейтингу найкращих роботодавців за оцінкою журналу «ТОП-100. Рейтинги найбільших» видання Delo.ua.